# Camaləddin Məhəmmədov
Camaləddin Məhəmmədov (né le 14 mars 1989 à Makhatchkala) est un lutteur libre azerbaïdjanais.

## Palmarès

### Jeux olympiques
- 12e dans la catégorie des moins de 125 kg aux Jeux olympiques d'été de 2016 à Rio de Janeiro
- 16e dans la catégorie des moins de 120 kg aux Jeux olympiques d'été de 2012 à Londres

### Championnats du monde
- Médaille d'argent dans la catégorie des moins de 125 kg aux Championnats du monde de lutte 2015 à Las Vegas
- Médaille de bronze dans la catégorie des moins de 120 kg aux Championnats du monde de lutte 2011 à Istanbul

### Championnats d'Europe
- Médaille d'argent dans la catégorie des moins de 125 kg en 2017 à Novi Sad
- Médaille de bronze dans la catégorie des moins de 125 kg en 2020 à Rome
- Médaille de bronze dans la catégorie des moins de 125 kg en 2018 à Kaspiisk
- Médaille de bronze dans la catégorie des moins de 120 kg en 2013 à Tbilissi
- Médaille de bronze dans la catégorie des moins de 120 kg en 2011 à Dortmund

### Jeux européens
- Médaille de bronze dans la catégorie des moins de 125 kg en 2019 à Minsk
- Médaille de bronze dans la catégorie des moins de 125 kg en 2015 à Bakou

### Jeux de la solidarité islamique
- Médaille d'or dans la catégorie des moins de 125 kg en 2017 à Bakou